# Spielothek-Cup 2019
Der Spielothek-Cup 2019 war die 30. Austragung des Handballwettbewerbs und wurde am 10. und 11. August 2019 in den ostwestfälischen Städten Lübbecke und Minden in Nordrhein-Westfalen ausgetragen.
Der TuS N-Lübbecke setzte sich im Finale mit 25:24 (16:10) Toren gegen den HSC 2000 Coburg durch und gewann seinen insgesamt neunten Titel. Den dritten Platz sicherte sich GWD Minden mit 41:40 (33:33; 17:17) nach Siebenmeterwerfen gegen den SC DHfK Leipzig. Torschützenkönig wurde Mindens Christoffer Rambo mit 15 Toren.

## Modus
Es wurde mit vier Mannschaften im K.-o.-System mit zwei Halbfinalspielen, dem Spiel um Platz drei sowie dem Finale gespielt. Die Spielzeit betrug 2× 30 Minuten. Bei unentschiedenem Ausgang nach Ablauf der regulären Spielzeit sollte es eine Verlängerung von 2× 5 Minuten geben. Bei Unentschieden nach Ablauf der Verlängerung ein Siebenmeterwerfen. Beim Spiel um den dritten Platz zwischen GWD Minden und dem SC DHfK Leipzig einigten sich beide Mannschaften jedoch darauf keine Verlängerung zu spielen und den Sieger direkt per Siebenmeterwerfen zu ermitteln.

## Spiele

### Halbfinale
| 10. August 2019 17:30 Uhr | GWD Minden                  | 20:23  | HSC 2000 Coburg                      | Merkur Arena, Lübbecke Zuschauer: 400 Schiedsrichter: Lucas Hellbusch, Darnel Jansen |
| 10. August 2019 17:30 Uhr | meiste Tore: Rambo (4 Tore) | (8:10) | meiste Tore: Billek, Jaeger (6 Tore) | Merkur Arena, Lübbecke Zuschauer: 400 Schiedsrichter: Lucas Hellbusch, Darnel Jansen |
| 10. August 2019 17:30 Uhr | Strafen: 1×                 |        | Strafen: 2×                          | Merkur Arena, Lübbecke Zuschauer: 400 Schiedsrichter: Lucas Hellbusch, Darnel Jansen |

| 10. August 2019 19:30 Uhr | TuS N-Lübbecke                 | 21:19   | SC DHfK Leipzig                    | Merkur Arena, Lübbecke Zuschauer: 600 |
| 10. August 2019 19:30 Uhr | meiste Tore: Strosack (4 Tore) | (11:10) | meiste Tore: Kristjánsson (5 Tore) | Merkur Arena, Lübbecke Zuschauer: 600 |
| 10. August 2019 19:30 Uhr | Strafen: 1×                    |         |                                    | Merkur Arena, Lübbecke Zuschauer: 600 |

### Spiel um Platz 3
| 11. August 2019 15:00 Uhr | GWD Minden                   | 41:40 n. S.      | SC DHfK Leipzig                        | Kampa-Halle, Minden Zuschauer: 400 Schiedsrichter: Lucas Hellbusch, Darnel Jansen |
| 11. August 2019 15:00 Uhr | meiste Tore: Rambo (11 Tore) | (17:17), (33:33) | meiste Tore: Semper, Wiesmach (7 Tore) | Kampa-Halle, Minden Zuschauer: 400 Schiedsrichter: Lucas Hellbusch, Darnel Jansen |
| 11. August 2019 15:00 Uhr | Strafen: 4×                  |                  |                                        | Kampa-Halle, Minden Zuschauer: 400 Schiedsrichter: Lucas Hellbusch, Darnel Jansen |

### Finale
| HSC 2000 Coburg | HSC 2000 Coburg | TuS N-Lübbecke                                                                                           | TuS N-Lübbecke       |
| | Finale 11. August 2019, 17:00 Uhr in Minden (Kampa-Halle, Minden) Ergebnis: 24:25 (10:16) Zuschauer: 400 | Finale 11. August 2019, 17:00 Uhr in Minden (Kampa-Halle, Minden) Ergebnis: 24:25 (10:16) Zuschauer: 400 | Flagge nicht bekannt |
| Jan Kulhánek, Konstantin Poltrum – Max Preller, Max Jaeger (7/2), Felix Sproß (2), Sebastian Weber (2), Florian Billek (2/2), Marcel Timm (2), Pontus Zetterman (2), Štěpán Zeman (2), Andreas Schröder (1), Christoph Neuhold (3), Ģirts Lilienfelds (1) Trainer: Jan Gorr ( Deutschland) | Péter Tatai, Patrick Gerloff (n.e.) – Roman Bečvář (3), Jó Gerrit Genz (3), Patryk Walczak (3), Łukasz Gierak (2), Marko Bagarić (2), Peter Strosack (8), Marvin Mundus, Luis Lengauer, Valentin Spohn (2), Moritz Schade (1), Marian Orlowski (1) Trainer: Emir Kurtagic ( Deutschland) | | Flagge nicht bekannt |